# Iringó (növénynemzetség)

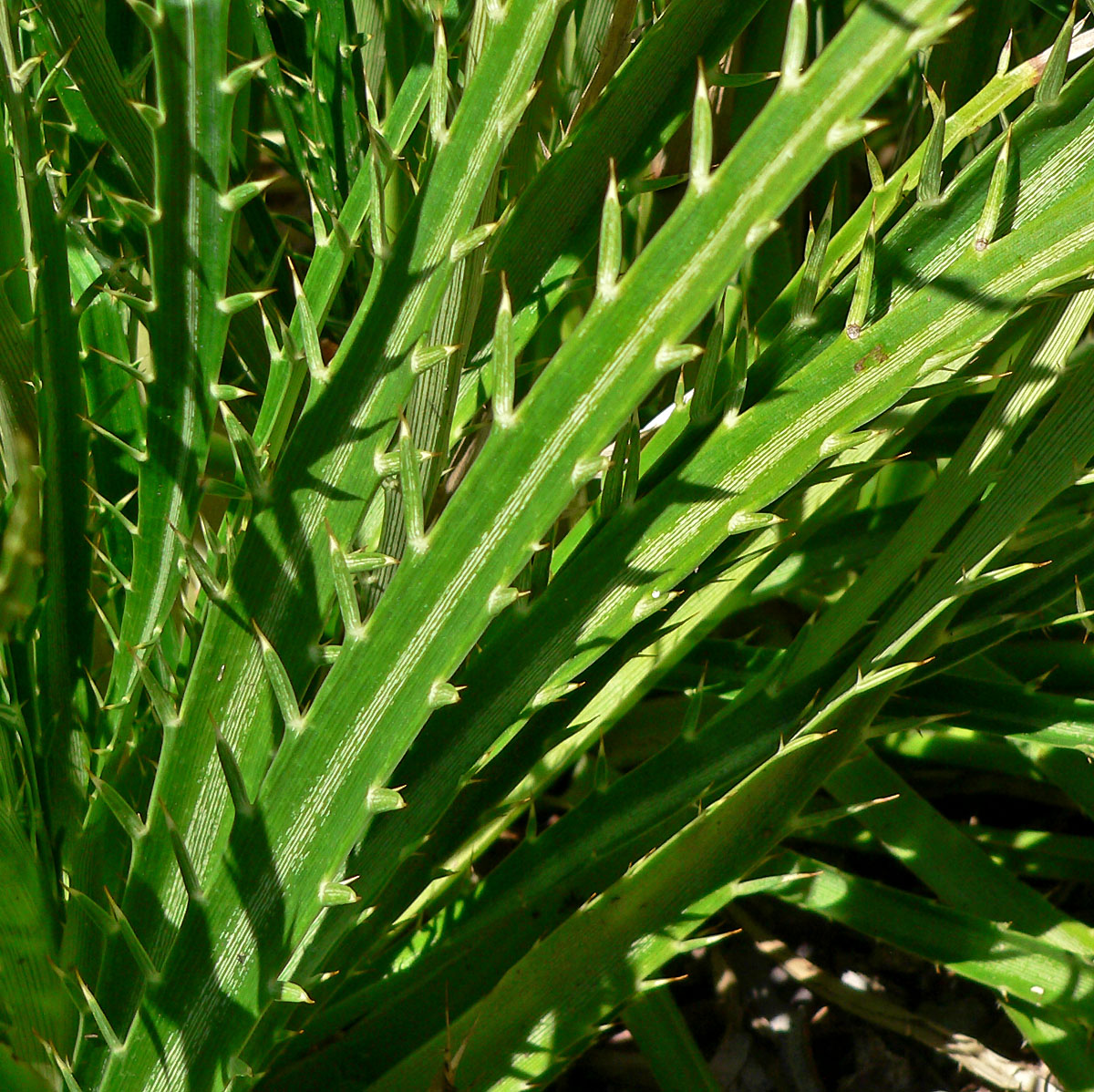
Eryngium alternatum

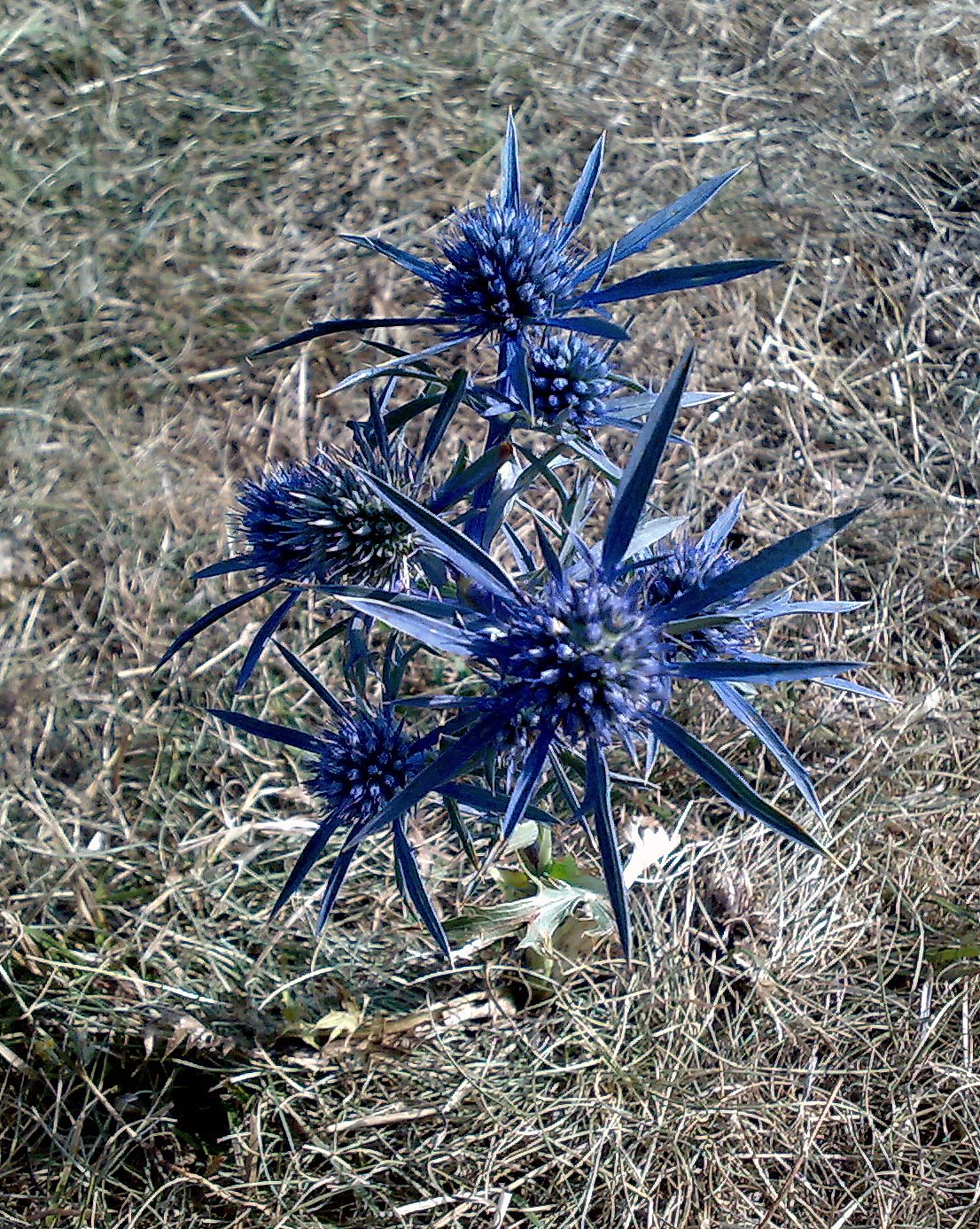
Eryngium amethystinum

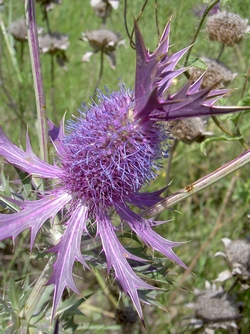
Eryngium leavenworthii

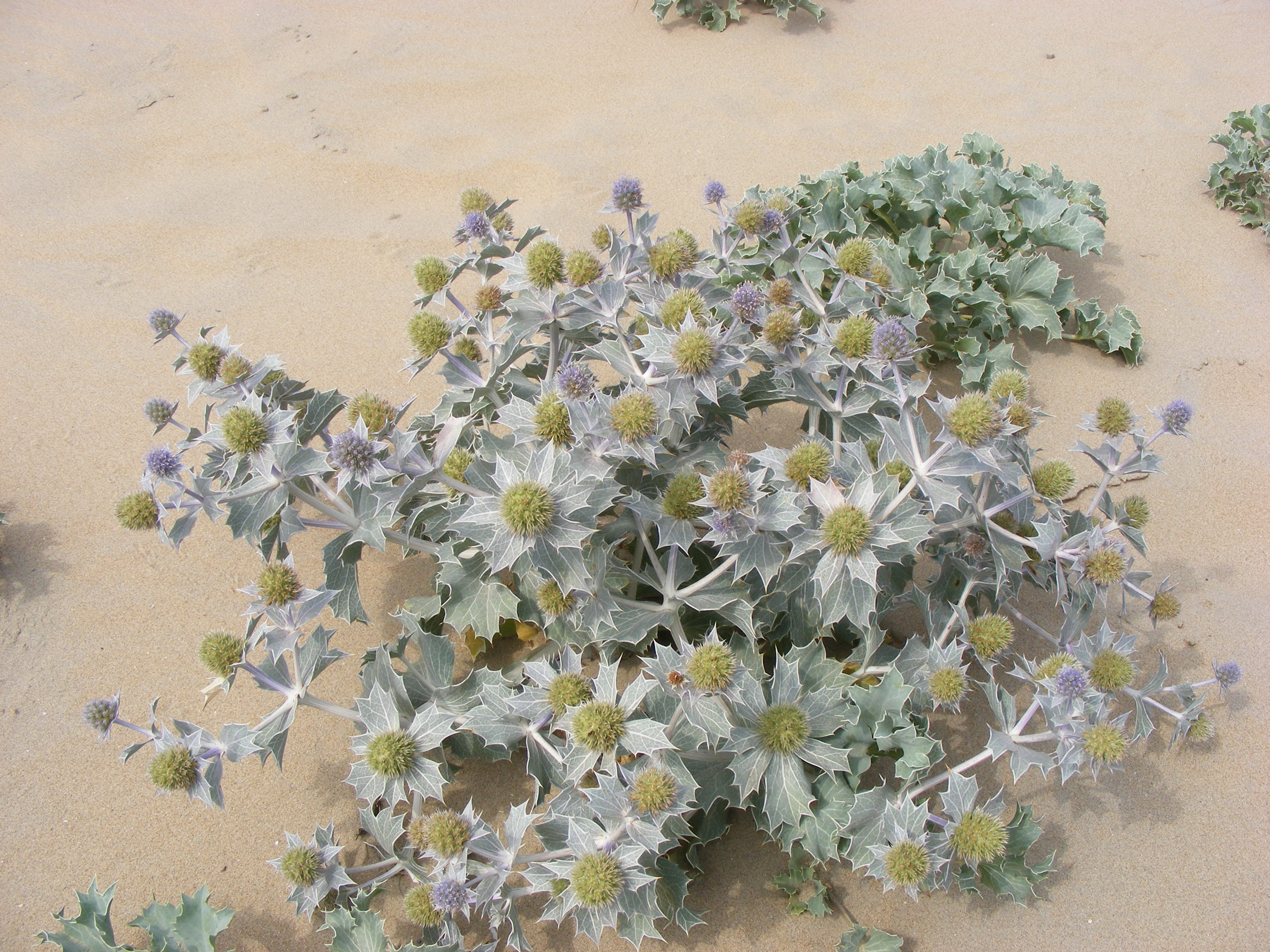
Eryngium maritimum

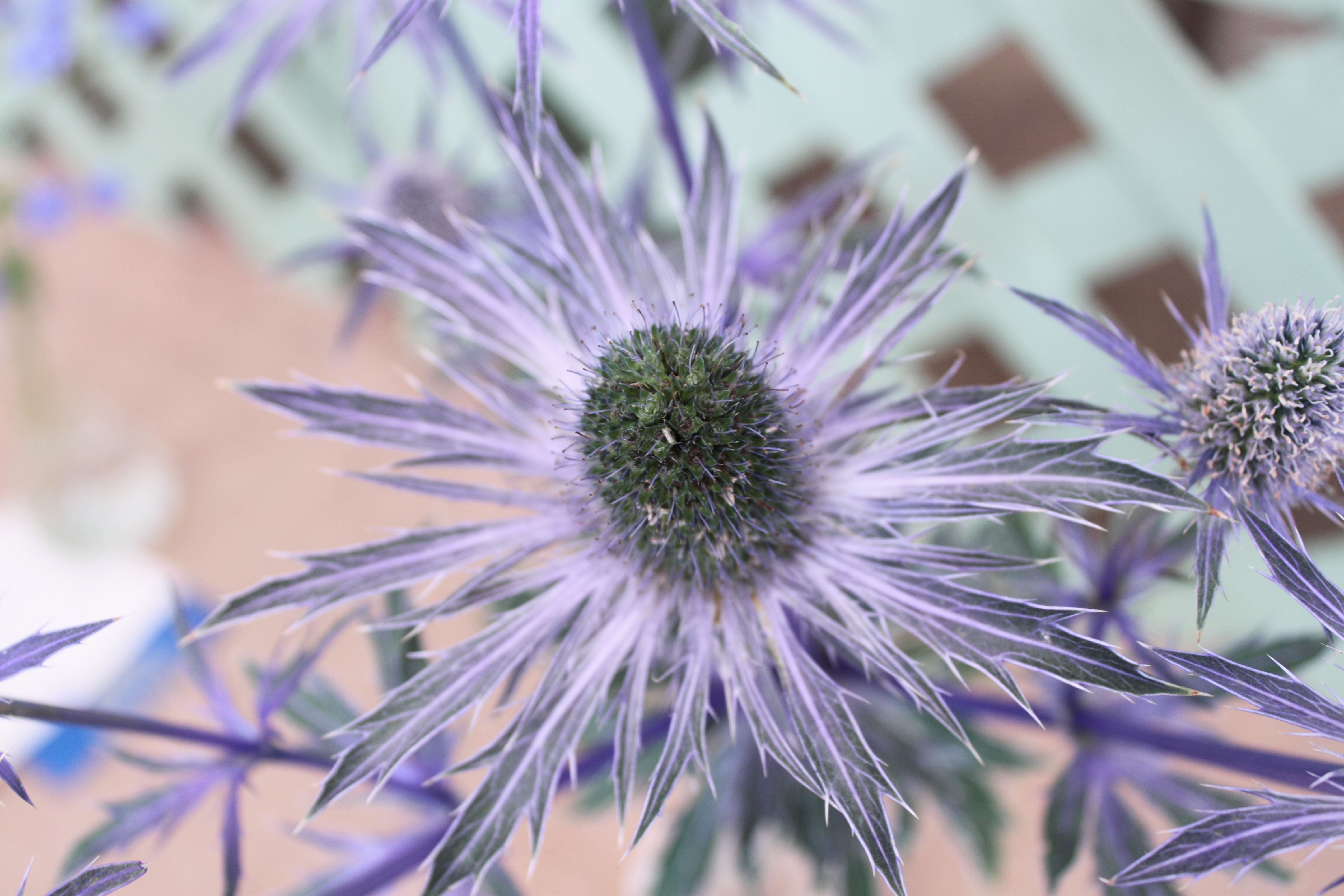
Eryngium planum

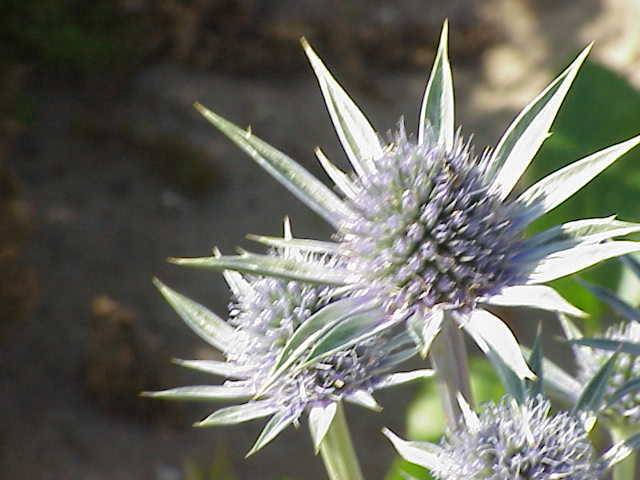
Eryngium tricuspidatum

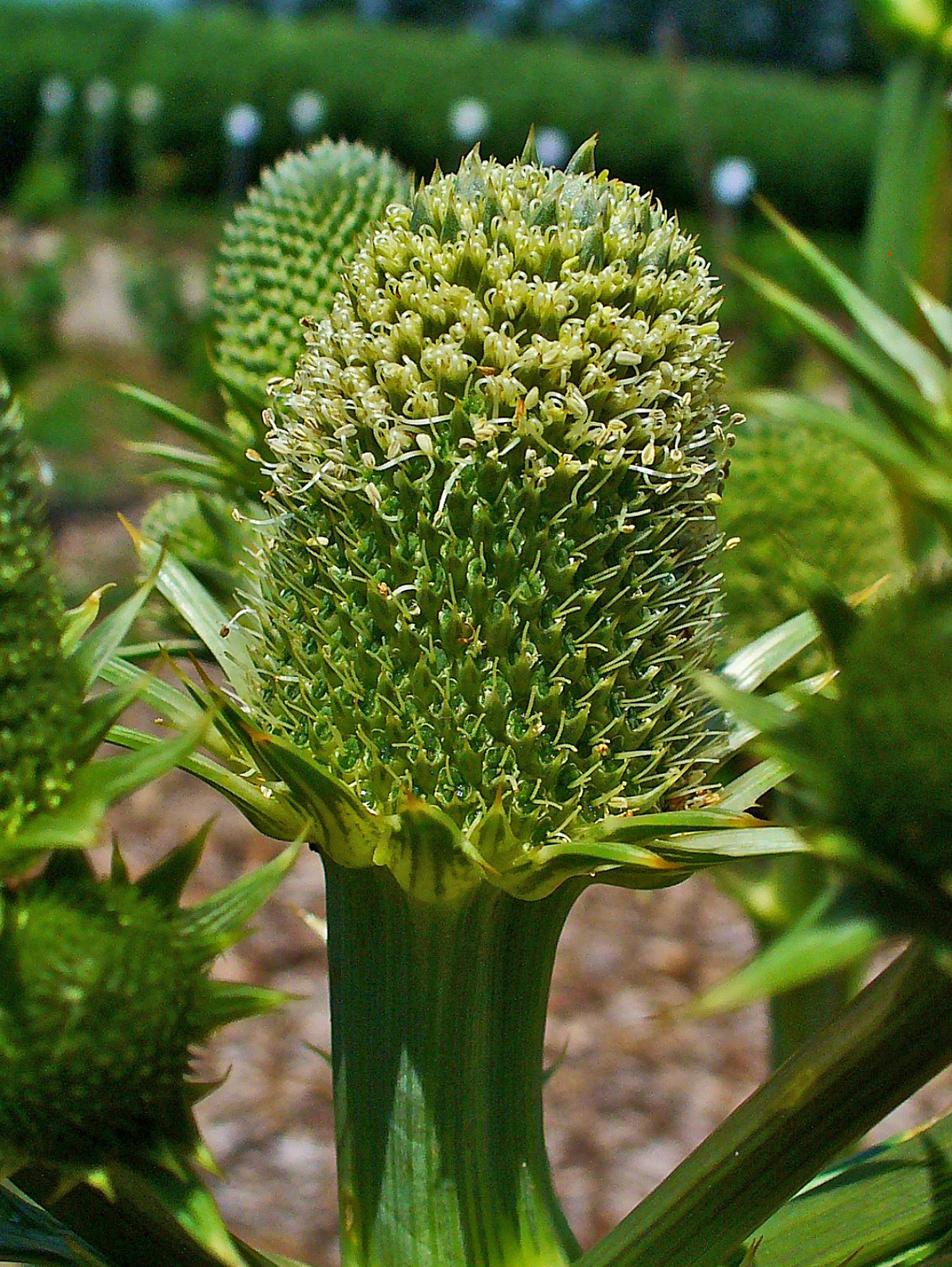
Eryngium yuccifolium

Az iringó (Eryngium) az ernyősvirágzatúak (Apiales) rendjébe, ezen belül a zellerfélék (Apiaceae) családjába tartozó nemzetség. Magyarországon előforduló faja a mezei iringó (Eryngium campestre). Népies nevei: ördögszekér, göncölszekér és ördögbocskor.

## Tudnivalók
Az iringófajok között, egyéves és évelő növények is vannak. A nemzetség fajai világszerte megtalálhatók, azonban többségük Dél-Amerikában él. Egyes fajok a sziklás és a tengerparti élőhelyeket kedvelik, de többségük a füves puszták lakói. Fő jellemzőik a szőrtelen, és általában szúrós, tüskés leveleik, és a kupola alakú ernyős virágzataik, amelyek kék vagy fehér színűek lehetnek. A virágzatok tövében, tüskés murvalevelek vannak.
Egyes fajokat dísznövényként termesztik a kertészek; számos hibridet alkotva. Az Eryngium × oliverianum és az Eryngium × tripartitum nevű hibridek, elnyerték az Award of Garden Merit díjat a Royal Horticultural Society-tól.
Az iringók gyökereit zöldségként lehet használni. A fiatal hajtások és levelek, helyettesíthetik a közönséges spárgát (Asparagus officinalis). Az Eryngium foetidum nevű fajt, széles körben használják a dél-amerikai és a délkelet-ázsiai konyhákban.

## Rendszerezés
A nemzetségbe az alábbi 264 faj és hibrid tartozik:
- Eryngium agavifolium Griseb.
- Eryngium alismifolium Greene
- Eryngium aloifolium Mart. ex Urb.
- Eryngium alpinum L.
- Eryngium alternatum J.M.Coult. & Rose
- Eryngium amethystinodes Kuntze
- Eryngium amethystinum L.
- Eryngium amorginum Rech.f.
- Eryngium andicolum H.Wolff
- Eryngium anomalum Hook. & Arn.
- Eryngium antiatlanticum Jury
- Eryngium aquaticum L.
- Eryngium aquifolium Cav.
- Eryngium argyreum Maire
- Eryngium aristulatum Jeps.
- Eryngium armatum (S.Watson) J.M.Coult. & Rose
- Eryngium aromaticum Baldwin
- Eryngium articulatum Hook.
- Eryngium arvense Phil.
- Eryngium atlanticum Batt. & Pit.
- Eryngium balansae H.Wolff
- Eryngium baldwinii Spreng.
- Eryngium barrelieri Boiss.
- Eryngium beckii M.Mend.
- Eryngium beecheyanum Hook. & Arn.
- Eryngium billardierei F.Delaroche
- Eryngium billardieri Delile
- Eryngium bithynicum Boiss.
- Eryngium boissieuanum H.Wolff
- Eryngium bolivianum M.Mend.
- Eryngium bonplandii F.Delaroche
- Eryngium bornmuelleri Nábelek
- Eryngium bourgatii Gouan
- Eryngium bovei Boiss.
- Eryngium brasiliense Constance
- Eryngium bromeliifolium F.Delaroche
- Eryngium buchtienii H.Wolff
- Eryngium bungei Boiss.
- Eryngium bupleuroides Hook. & Arn.
- Eryngium cabrerae Pontiroli
- Eryngium calaster Standl.
- Eryngium campestre L.
- Eryngium canaliculatum Cham. & Schltdl.
- Eryngium cardesii Clos
- Eryngium carlinae F.Delaroche
- Eryngium carlinoides Boiss.
- Eryngium castrense Jeps.
- Eryngium caucasicum Trautv.
- Eryngium cervantesii F.Delaroche
- Eryngium chevalieri Sennen
- Eryngium chubutense Neger ex P.Dusén
- Eryngium ciliatum Cham. & Schltdl.
- Eryngium columnare Hemsl.
- Eryngium comosum F.Delaroche
- Eryngium constancei M.Y.Sheikh
- Eryngium coquienbanum Phil.
- Eryngium coquimbanum Phil. ex Urb.
- Eryngium corallinum Mathias & Constance
- Eryngium corniculatum Lam.
- Eryngium coronatum Hook. & Arn.
- Eryngium crassisquamosum Hemsl.
- Eryngium creticum Lam.
- Eryngium cuneifolium Small
- Eryngium cylindricum Larrañaga
- Eryngium cymosum F.Delaroche
- Eryngium × dalmaticum Teyber
- Eryngium davisii Kit Tan & Yildiz
- Eryngium delarocheanum H.Wolff
- Eryngium deppeanum Cham. & Schltdl.
- Eryngium depressum Hook. & Arn.
- Eryngium desertorum Zohary
- Eryngium dichotomum Desf.
- Eryngium diffusum Torr.
- Eryngium dilatatum Lam.
- Eryngium divaricatum Hook. & Arn.
- Eryngium dorae C.Norman
- Eryngium duriaei J.Gay ex Boiss.
- Eryngium duriberum Sennen & Pau
- Eryngium dusenii H.Wolff
- Eryngium ebracteatum Lam.
- Eryngium eburneum Decne.
- Eryngium echinatum Urb.
- Eryngium ekmanii H.Wolff
- Eryngium elegans Cham. & Schltdl.
- Eryngium × embergeri Sennen
- Eryngium eriophorum Cham. & Schltdl.
- Eryngium eurycephalum Malme
- Eryngium expansum F.Muell.
- Eryngium falcatum F.Delaroche
- Eryngium falcifolium Irgang
- Eryngium × fernandezianum Skottsb.
- Eryngium ferrisiae Constance
- Eryngium fistulosum Phil.
- Eryngium floribundum Cham. & Schltdl.
- Eryngium fluitans M.E.Jones
- Eryngium fluminense Urb.
- Eryngium foetidum L.
- Eryngium foliosum Scheele
- Eryngium fontanum A.E.Holland & E.J.Thomps.
- Eryngium galeottii Hemsl.
- Eryngium galioides Lam.
- Eryngium gentryi Constance & Bye
- Eryngium ghiesbreghtii Decne.
- Eryngium giganteum M.Bieb.
- Eryngium glaciale Boiss.
- Eryngium glaziovianum Urb.
- Eryngium glomeratum Lam.
- Eryngium glossophyllum H.Wolff
- Eryngium goulartii Urb.
- Eryngium goyazense Urb.
- Eryngium gracile F.Delaroche
- Eryngium gramineum F.Delaroche
- Eryngium grossii Font Quer
- Eryngium guatemalense Hemsl.
- Eryngium haenkei C.Presl ex DC.
- Eryngium hainesii C.C.Towns.
- Eryngium hassleri H.Wolff
- Eryngium hedgeanum Kit Tan & Yildiz
- Eryngium hemisphaericum Urb.
- Eryngium hemsleyanum H.Wolff
- Eryngium × heteracanthum Teyber
- Eryngium heterophyllum Engelm.
- Eryngium hookeri Walp.
- Eryngium horminoides DC.
- Eryngium horridum Malme
- Eryngium humboldtii F.Delaroche
- Eryngium humifusum Clos
- Eryngium humile Cav.
- Eryngium huteri Porta & Rigo
- Eryngium ilex P.H.Davis
- Eryngium ilicifolium Lam.
- Eryngium inaccessum Skottsb.
- Eryngium incantatum Lucena, Novara & Cuezzo
- Eryngium integrifolium Walter
- Eryngium involucratum J.M.Coult. & Rose
- Eryngium irwinii Constance
- Eryngium isauricum Contandr. & Quézel
- Eryngium jaliscense Mathias & Constance
- Eryngium junceum Cham. & Schltdl.
- Eryngium juncifolium (Urb.) Mathias & Constance
- Eryngium karatavicum Iljin
- Eryngium koehneanum Urb.
- Eryngium kotschyi Boiss.
- Eryngium lacustre Pohl ex Urb.
- Eryngium leavenworthii Torr. & A.Gray
- Eryngium lemmonii J.M.Coult. & Rose
- Eryngium leptophyllum H.Wolff
- Eryngium longifolium Cav.
- Eryngium lorentzii H.Wolff
- Eryngium luzulifolium Cham. & Schltdl.
- Eryngium macracanthum Phil.
- Eryngium macrocalyx Schrenk
- Eryngium madrense S.Watson
- Eryngium malmeanum H.Wolff
- Eryngium marginatum Pohl ex Urb.
- Eryngium maritimum L.
- Eryngium marocanum Pit.
- Eryngium mathiasiae M.Y.Sheikh
- Eryngium megapotamicum Malme
- Eryngium mesopotamicum T.M.Pedersen
- Eryngium × mohamedanii Font Quer & Pau
- Eryngium molleri Gand.
- Eryngium moluccanum Steenis
- Eryngium monocephalum Cav.
- Eryngium montanum J.M.Coult. & Rose
- Eryngium multicapitatum Morong
- Eryngium nasturtiifolium Juss. ex F.Delaroche
- Eryngium neei M.Mend.
- Eryngium nudicaule Lam.
- Eryngium octophyllum Korovin
- Eryngium × oliverianum F.Delaroche
- Eryngium ombrophilum Dusén & H.Wolff
- Eryngium ovinum A.Cunn.
- Eryngium palmatum Pancic & Vis.
- Eryngium palmeri Hemsl.
- Eryngium palmito Boiss. & Heldr.
- Eryngium paludosum (C.Moore & Betche) P.W.Michael
- Eryngium pamiralaicum Korovin
- Eryngium pandanifolium Cham. & Schltdl.
- Eryngium paniculatum Cav. & Dombey ex F.Delaroche
- Eryngium paraguariense Urb.
- Eryngium pectinatum C.Presl ex DC.
- Eryngium pendletonense K.L.Marsden & M.G.Simpson
- Eryngium petiolatum Hook.
- Eryngium phyteumae F.Delaroche
- Eryngium pilularioides Hemsl. & Rose
- Eryngium pinnatifidum Bunge
- Eryngium pinnatisectum Jeps.
- Eryngium plantagineum F.Muell.
- Eryngium plantaginifolium H.Wolff
- Eryngium planum L.
- Eryngium pohlianum Urb.
- Eryngium polycephalum Hausskn. ex H.Wolff
- Eryngium polyrhizum Clos
- Eryngium pratense Phil.
- Eryngium pringlei Hemsl. & Rose
- Eryngium pristis Cham. & Schltdl.
- Eryngium proliferum Brade
- Eryngium prostratum Nutt. ex DC.
- Eryngium proteiflorum F.Delaroche
- Eryngium pseudojunceum Clos
- Eryngium pseudothoriifolium Contandr. & Quézel
- Eryngium pulchellum Phil.
- Eryngium purpusii Hemsl. & Rose
- Eryngium pyramidale Boiss. & Hausskn.
- Eryngium racemosum Jeps.
- Eryngium ramboanum Mathias & Constance
- Eryngium rauhianum Mathias & Constance
- Eryngium raulinii Mathias & Constance
- Eryngium rechingeri Tamamsch. & Pimenov
- Eryngium regnellii Malme
- Eryngium reitzii Mathias & Constance
- Eryngium reptans Hemsl.
- Eryngium riparium Larrañaga
- Eryngium rochei Constance
- Eryngium × rocheri P.Fourn.
- Eryngium rojasii H.Wolff
- Eryngium rosei Hemsl.
- Eryngium rostratum Cav.
- Eryngium sanguisorba Cham. & Schltdl.
- Eryngium sarcophyllum Hook. & Arn.
- Eryngium scaposum Turcz.
- Eryngium schiedeanum Cham. & Schltdl.
- Eryngium schwackeanum Urb. ex H.Wolff
- Eryngium scirpinum Cham.
- Eryngium sellowii H.Wolff
- Eryngium serbicum Pancic
- Eryngium serra Cham. & Schltdl.
- Eryngium serratum Cav.
- Eryngium siculum Lojac.
- Eryngium smithii Mathias & Constance
- Eryngium sparganoides Clos
- Eryngium sparganophyllum Hemsl.
- Eryngium spinalba Vill.
- Eryngium spinosissimum Stapf & Wettst.
- Eryngium stenophyllum Urb.
- Eryngium strotheri Constance & Affolter
- Eryngium subacaule Cav.
- Eryngium subinerme (H.Wolff) Mathias & Constance
- Eryngium supinum J.M.Black
- Eryngium tenue Lam.
- Eryngium tenuissimum Hemsl.
- Eryngium ternatum Poir.
- Eryngium thorifolium Boiss.
- Eryngium thyrsoideum Boiss.
- Eryngium tricuspidatum L.
- Eryngium × tripartitum
- Eryngium triquetrum Vahl
- Eryngium trisectum Wörz & H.Duman
- Eryngium tzeltal Constance
- Eryngium unifultum Clos
- Eryngium urbanianum H.Wolff
- Eryngium variifolium Coss.
- Eryngium vaseyi J.M.Coult. & Rose
- Eryngium venustum Bartlett ex Constance
- Eryngium vesiculosum Labill.
- Eryngium × visianii Teyber
- Eryngium viviparum J.Gay
- Eryngium zosterifolium H.Wolff
- Eryngium wanaturi Woronow
- Eryngium weberbaueri H.Wolff
- Eryngium wiegandii Adamovic
- Eryngium woodii M.Mend.
- Eryngium yuccifolium Michx.

### Fordítás
- Ez a szócikk részben vagy egészben  az   Eryngium című angol Wikipédia-szócikk ezen változatának fordításán alapul.  Az eredeti cikk szerkesztőit annak laptörténete sorolja fel. Ez a jelzés csupán a megfogalmazás eredetét és a szerzői jogokat jelzi, nem szolgál a cikkben szereplő információk forrásmegjelöléseként.